# Stefanie Kriener
Stefanie Kriener (geboren 22. Oktober 1963) ist eine deutsche Juristin. Sie ist seit 2013 Richterin am Bundespatentgericht in München.

## Beruflicher Werdegang
Stefanie Kriener war Leitende Regierungsdirektorin, als sie mit Wirkung vom 7. Oktober 2013 als Richterin kraft Auftrags am Bundespatentgericht wurde. Am 7. Oktober 2014 wurde sie zur Richterin am Bundespatentgericht ernannt. Dort ist sie weiteres rechtskundiges Mitglied eines Marken-Beschwerdesenats. Da im Bundespatentgericht mehrheitlich naturwissenschaftlich ausgebildete Richter tätig sind, werden die Juristen als „rechtskundige Mitglieder“ bezeichnet. Seit 2015 hat sie in diesem Marken-Beschwerdesenat auch das Amt der regelmäßigen Vertreterin des Vorsitzenden inne.